# Niederrode
Niederrode ist mit dem Weiler Reinhards ein Stadtteil der osthessischen Stadt Fulda.

## Geographie
Der Stadtteil liegt fünf Kilometer westlich der Kernstadt am Gieseler Forst.

## Geschichte

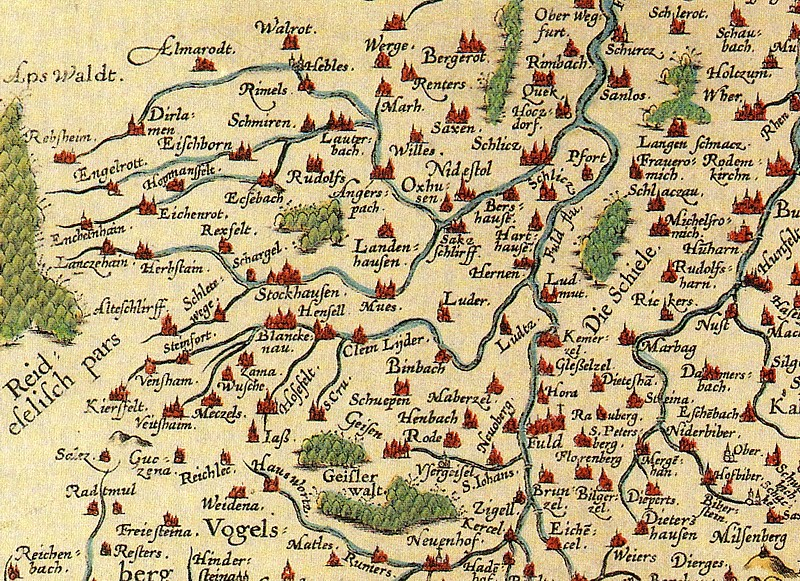
Lage von Niederrode (Rode) auf einer Karte des Hochstifts Fulda von 1574 (untere Bildmitte am "Geiseler Walt)

Im Jahre 1116 wurde das Dorf erstmals urkundlich genannt. Grundherrschaft und Grundbesitzer war das Kloster Fulda. Das Dorf war der Schultheißerei Sickels des Zentamts Fulda.
Pfarrzugehörigkeit: Filiale von Haimbach. Die Reformation konnte sich im Hochstift Fulda nicht durchsetzen. Der Ort blieb katholisch und gehört zur Pfarrei St. Markus (Haimbach) im Bistum Fulda.
1787 zählte es zur Fürstabtei Fulda, Centoberamt Fulda.
Am 1. Dezember 1954 kam die Nachbargemeinde Reinhards zu Niederrode.
Am 1. August 1972 wurde Niederrode im Zuge der Gebietsreform in Hessen kraft Landesgesetz nach Fulda eingemeindet.
2024 siegte das Dorf beim gemeinsamen Regionalentscheid vom Main-Kinzig-Kreis und Kreis Fulda im Wettbewerb Unser Dorf hat Zukunft.

### Einwohnerentwicklung
| • 1812: | 8 Feuerstellen, 46 Seelen |

| Niederrode: Einwohnerzahlen von 1812 bis 2017 | Niederrode: Einwohnerzahlen von 1812 bis 2017 | Niederrode: Einwohnerzahlen von 1812 bis 2017 | Niederrode: Einwohnerzahlen von 1812 bis 2017 | Niederrode: Einwohnerzahlen von 1812 bis 2017 |
| --- | --------------------------------------------- | --------------------------------------------- | --------------------------------------------- | --------------------------------------------- |
| Jahr |                                               |                                               |                                               | Einwohner                                     |
| 1812 | 1812                                          |                                               | 46                                            | 46                                            |
| 1834 | 1834                                          |                                               | 94                                            | 94                                            |
| 1840 | 1840                                          |                                               | 96                                            | 96                                            |
| 1846 | 1846                                          |                                               | 90                                            | 90                                            |
| 1852 | 1852                                          |                                               | 86                                            | 86                                            |
| 1858 | 1858                                          |                                               | 85                                            | 85                                            |
| 1864 | 1864                                          |                                               | 84                                            | 84                                            |
| 1871 | 1871                                          |                                               | 92                                            | 92                                            |
| 1875 | 1875                                          |                                               | 101                                           | 101                                           |
| 1885 | 1885                                          |                                               | 87                                            | 87                                            |
| 1895 | 1895                                          |                                               | 73                                            | 73                                            |
| 1905 | 1905                                          |                                               | 89                                            | 89                                            |
| 1910 | 1910                                          |                                               | 88                                            | 88                                            |
| 1925 | 1925                                          |                                               | 72                                            | 72                                            |
| 1939 | 1939                                          |                                               | 84                                            | 84                                            |
| 1946 | 1946                                          |                                               | 98                                            | 98                                            |
| 1950 | 1950                                          |                                               | 128                                           | 128                                           |
| 1956 | 1956                                          |                                               | 108                                           | 108                                           |
| 1961 | 1961                                          |                                               | 111                                           | 111                                           |
| 1970 | 1970                                          |                                               | 133                                           | 133                                           |
| 1988 | 1988                                          |                                               | 144                                           | 144                                           |
| 2010 | 2010                                          |                                               | 267                                           | 267                                           |
| 2013 | 2013                                          |                                               | 279                                           | 279                                           |
| 2015 | 2015                                          |                                               | 268                                           | 268                                           |
| 2016 | 2016                                          |                                               | 272                                           | 272                                           |
| 2017 | 2017                                          |                                               | 293                                           | 293                                           |
| Datenquelle: Historisches Gemeindeverzeichnis für Hessen: Die Bevölkerung der Gemeinden 1834 bis 1967. Wiesbaden: Hessisches Statistisches Landesamt, 1968. Weitere Quellen: ; 2010,2012,2015: |                                               |                                               |                                               |                                               |

### Religionszugehörigkeit
Quelle: Historisches Ortslexikon
| • 1885: | katholische (= 100 %) Einwohner                                  |
| • 1961: | 3 evangelische (= 2,78 %), 105 katholische (= 97,22 %) Einwohner |